# Philippe-Paul de Ségur

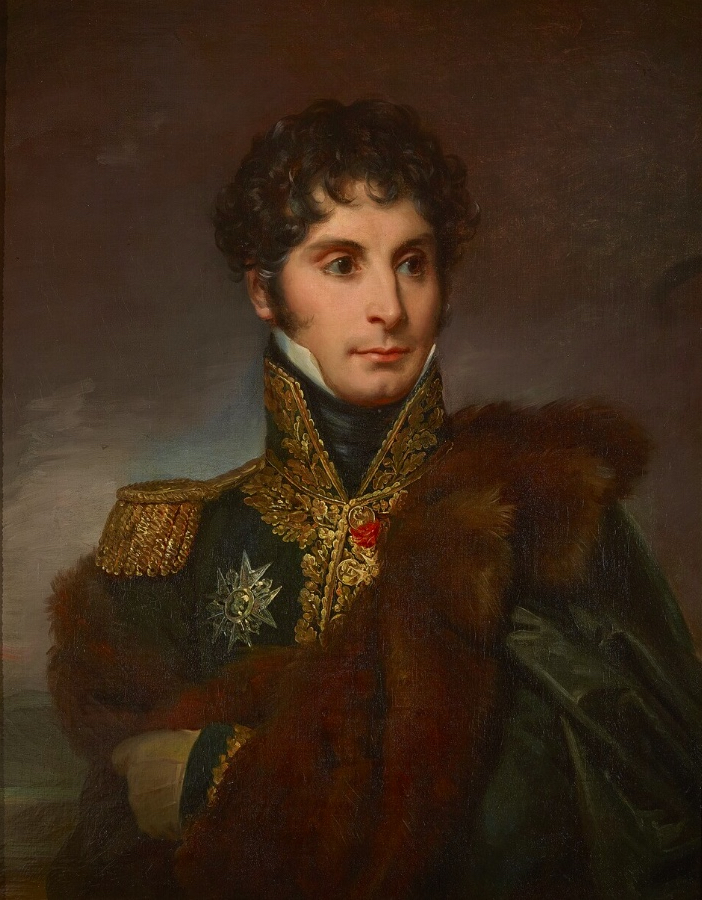
Philippe-Paul de Ségur, Gemälde von François Gérard

Graf Philippe-Paul de Ségur (* 4. November 1780 in Paris; † 25. Februar 1873 ebenda) war ein französischer Offizier General, Schriftsteller, Kriegshistoriker und der Sohn von Louis-Philippe de Ségur.

## Leben
1799 trat er als Husar in die Armee ein und machte Moreaus Feldzug in Bayern und Macdonalds Feldzug in Graubünden mit. 1802 wurde er Mitglied des persönlichen Stabs Napoleons. 1805 verhandelte er mit dem österreichischen General Mack die Kapitulation Ulms. Im polnischen Feldzug geriet er in russische Gefangenschaft, aus der er noch im selben Jahr durch den Frieden von Tilsit 1807 wieder befreit wurde. Als Napoleons Adjutant führte er persönlich den Angriff auf den Gebirgspass von Somosierra 1808 und wurde darauf zum Colonel befördert.
Nachdem er im russischen Feldzug 1812 als Général de brigade im Gefolge Napoleons gedient hatte, organisierte er beim Beginn des Feldzugs von 1814 die Gardes d’honneur de la Garde impériale und erhielt nach Napoleons Sturz von Ludwig XVIII. den Befehl über die Kavallerie, welche aus den Resten der alten Garde geschaffen worden war. Da er sich während der Herrschaft der Hundert Tage von Napoleon als Generalstabschef des zur Deckung des Rheins beorderten Armeekorps hatte verwenden lassen, zog er sich nach der zweiten Restauration ins Privatleben zurück und schrieb seine Histoire de Napoléon et de la Grande Armée pendant 1812, welche dem General Gaspard Gourgaud (1783–1852) Veranlassung zu seinem Examen critique und infolgedessen zu einem Duell mit de Ségur gab. Das Werk ist durch seine glänzende Darstellung berühmt, gibt indes vielfach ein falsches Bild der Ereignisse. 1830 wurde Segur in die Akademie aufgenommen. Nach der Julirevolution trat de Segur wieder in den aktiven Dienst, wurde 1831 zum Lieutenant-général und Pair ernannt und starb am 25. Februar 1873 in Paris.

## Familie
Ségur heiratete am 25. September 1806 Antoinette Charlotte le Gendre de Luçay (* 16. April 1787; † 25. Januar 1813). Das Paar hatte mehrere Kinder:
- Paul Karl Ludwig Philipp (1809–1886) ⚭ Amalia Johanna Josephine Greffulhe
- Maria Charlotte Antoinette Laura (1810–1893) ⚭ Guy Karl Oscar du Val, Markgraf von Bonneval.

Nach dem Tod heiratete er am 24. März 1826 Maria Francesca Louise Celestine Gabriëlle van Ventimiglia du Luc (* 26. Juni 1787; † 2. Januar 1862). Das Paar hatte eine Tochter:
- Celestine Maria Amalia (* 8. Januar 1830; † 7. Dezember 1918), Schriftstellerin ⚭ 1851 Louis de La Forest, Comte d'Armaillé

## Ehrungen
Sein Name ist am Triumphbogen in Paris in der 12. Spalte (SÉGUR, PH.) eingetragen.

## Werke (Auswahl)
- Histoire de Russie et de Pierre le Grand (Par. 1829, 2 Bände):Band 1, Band 2; deutsch, Zweibr. 1829
- Histoire de Charles VIII (Par. 1835, 3 Bde.; 2. Aufl. 1842), größtenteils aus dem literarischen Nachlass seines Vaters. Aus seinem Nachlass erschien Histoire et mémoires, période de 1789 à 1848 (Par. 1873, 8 Bde.). Vgl. Taillandier, Le géneral Philippe de S. (Par. 1875).
- Histoire de Napoléon et de la Grande Armée pendant 1812 (Paris 1824, 2 Bände) Band 1; 16. Aufl. 1852; deutsch nach der 10. Auflage übersetzt von Kottenkamp, Verlag Heinrich Hoff, Mannheim 1835, 2. Verbesserte Auflage 1836 u. öfter Digitalisat
  - Kritik von General Gourgaud, Digitalisat